# مروان عبدونی
مروان عبدونی (انگلیسی: Merouane Abdouni؛ زادهٔ ۲۷ مارس ۱۹۸۱) بازیکن فوتبال اهل الجزایر است.
از باشگاه‌هایی که در آن بازی کرده‌است می‌توان به باشگاه فوتبال مولودیه الجزایر، باشگاه فوتبال اتحاد الجزایر و باشگاه فوتبال اتحاد الحراش اشاره کرد.
وی همچنین در تیم ملی فوتبال الجزایر بازی کرده‌است.